# Glomuci
Mit dem Namen  Glomuci wird das Hauptheiligtum eines elbslawischen Volkes der Daleminzier bezeichnet.

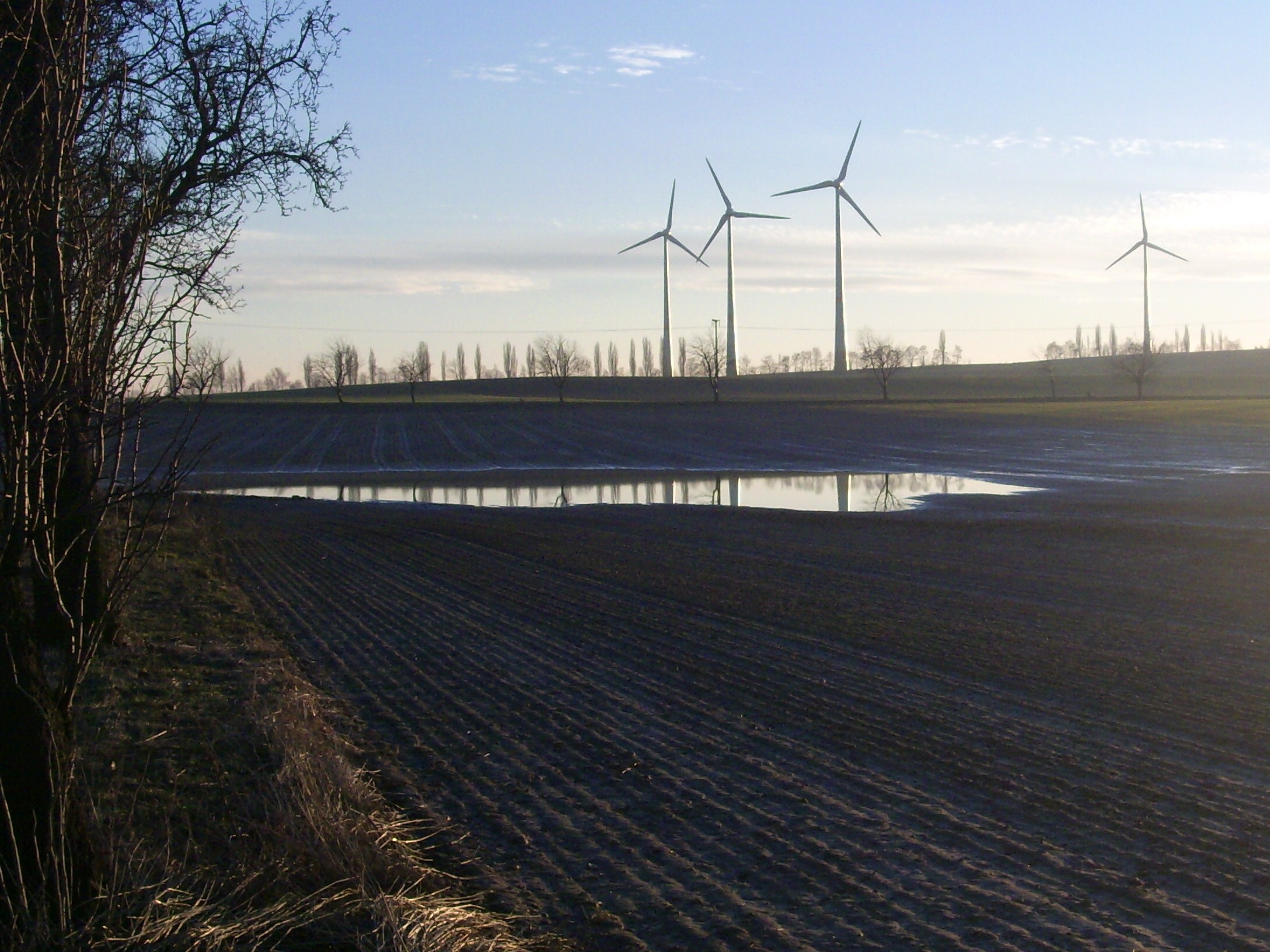
Durch die Bodenverhältnisse und unzureichende Drainage besteht auch heute noch bei starkem Niederschlag oder Schneeschmelze die Möglichkeit, den vormals Heiligen See zu beobachten. Wasseransammlung 2011 unmittelbar gegenüber der historischen Lage des Sees.

## Erwähnung
Laut Bischof Thietmar von Merseburg (975–1018) haben die Daleminzier die Landschaft um dieses Heiligtum „Glomaci“ bzw. „Glomuzi“, auch „Zlomizi“ genannt. Thietmar schreibt:
„… von den Deutschen Daleminzien, von den Slawen aber Glomaci genannt.“
„Glomaci ist eine Quelle, die ... nicht weiter als zwei Meilen von der Elbe entfernt ...“
„Sie speist einen See, der nach der Versicherung der Einheimischen und Bestätigung vieler Augenzeugen häufig wunderbare Erscheinungen hervorbringt.“

## Geschichte

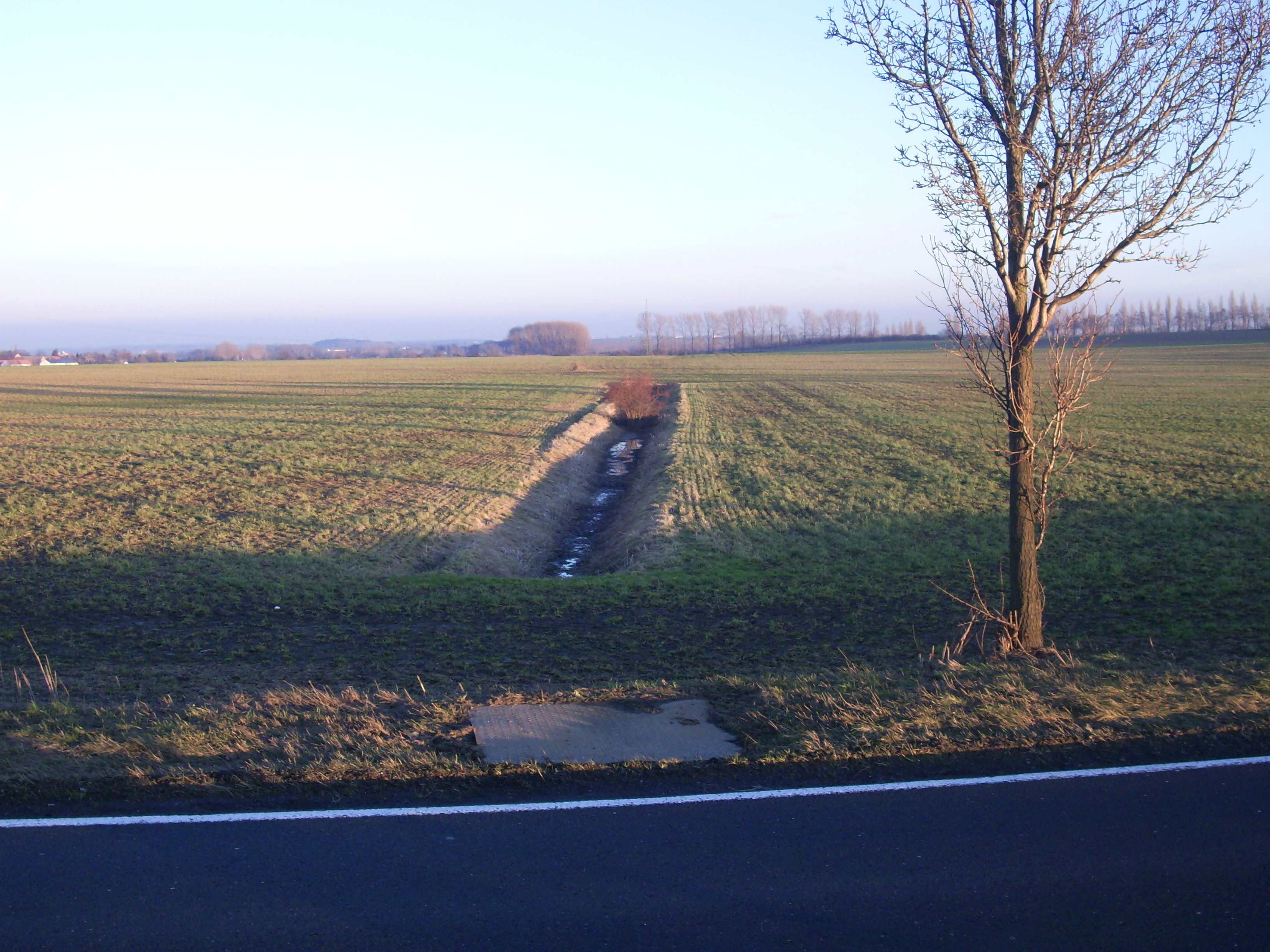
Blick auf die historische Stelle des Heiligen Sees. An jener Stelle beginnt der 1984 teils verrohrte Seegraben, der heute die dauerhafte Seebildung durch Wasserabzug verhindert.

Die Geschichte dieses Sees reicht weit bis über die Besiedlung durch slawische Stämme heraus, wie eine Vielzahl von Funden um die Stelle des Sees bestätigen. Die Ufer des Sees waren seit dem Neolithikum besiedelt. In der frühen Bronzezeit wurde bereits der See für religiöse Riten verwendet, worauf ein im See versenkter Schatz aus Armreifen schließen lässt.

### Etymologie
Der Name des Sees dagegen ist schwer deutbar. Eine häufig gemutmaßte Ableitung durch verschiedenen Lautwandel von dem eventuell aus vorslawischer Besiedlungszeit stammenden Wort Daleminzien gilt als allgemein schlüssigste Wortherkunft, lässt sich jedoch nicht endgültig feststellen. Intensiv befasste sich u. a. der Sorabist Ernst Eichler mit der Namensherkunft, der auch verschiedene andere Ansätze lieferte, die eine Bedeutung des Wortes auf See an sich nahelegen.
Einfacher ist die Ableitung des Ortsnamens Lommatzsch, da der See ursprünglich im altsorbischen *Głomač ausgesprochen wurde, was in der polnischen Schreibung Głomacz überliefert ist. Durch den in der obersorbischen Sprache typischen Lautwechsel von G zu H entstand wohl hier das in das moderne Sorbisch korrekt übertragene Wort Hlomač, was sprachlich schon fast dem Ortsnamen Lommatzsch entspricht.
Nach der Christianisierung und dem Erlöschen der sorbischen Sprache in diesem Landesteil durch Sprachverbote im 14. Jahrhundert wurde der See auch Paltzchener See nach der benachbarten Ortschaft, Heiliger See oder Baalscher See nach dem alttestamentlichen Götzen Baal genannt.

### Heiligtum
Als Heiligtum diente der See bis zur Christianisierung und war zuletzt wohl eine Immunitätszone, worauf die Fundleere an der Seestelle schließen lässt. Der nahegelegene, gegen 1976 eingeebnete Burgwall von Paltzschen, auch Tanzplatz genannt, hatte eine fast viereckige Form und diente wohl eher zu religiösen Zwecken, als zur Verteidigung, worauf seine Lage, wie auch der formgleiche erhaltene Wall von Hohenwussen, in dem bezeichnenderweise heute die Ortskirche steht, schließen lässt.
Aber auch nach der Christianisierung der Elbslawen wurde der See von der umliegenden Bauernschaft laut verschiedenen Chroniken noch häufig als Orakelsee aufgesucht und erst allmählich verlor sich dieser Brauch. Der Dörschnitzer Pfarrer Johann David Pielitz berichtete 1744 ausführlich in der Curiosa Saxonica über den See und beschreibt ausführlich noch sonderbare Eigenschaften des Sees, wie auch verschiedene Funde, wie den Fund einer kleinen Götzenfigur, die er den Slawen zuschreibt, vermutlich aber, im Vergleich zu ähnlichen Funden, aus wesentlich älterer Zeit stammte.
Bis 1700 ungefähr war er auch als Fischteich nutzbar.
Laut einer Notiz im Pfarrarchiv Dörschnitz wurde mit der Trockenlegung des Sees im Winter 1807 durch einen Abzugsgraben begonnen. Laut Flurkarten von 1838 war die Trockenlegung bereits weitestgehend abgeschlossen und von dem See lediglich einige versumpfte Stellen mit Baumbewuchs übrig geblieben.
Später wurde im Areal die Eisenbahnstrecke Riesa-Lommatzsch (1875/77) gebaut.
Der Abzugsgraben wurde von der Bevölkerung jedoch Seegraben genannt und führt bis heute das Wasser ab, welches ursprünglich sich zum See sammelte. 1984/1985 wurde dieser Graben größtenteils verrohrt.

## Lage und Gestalt

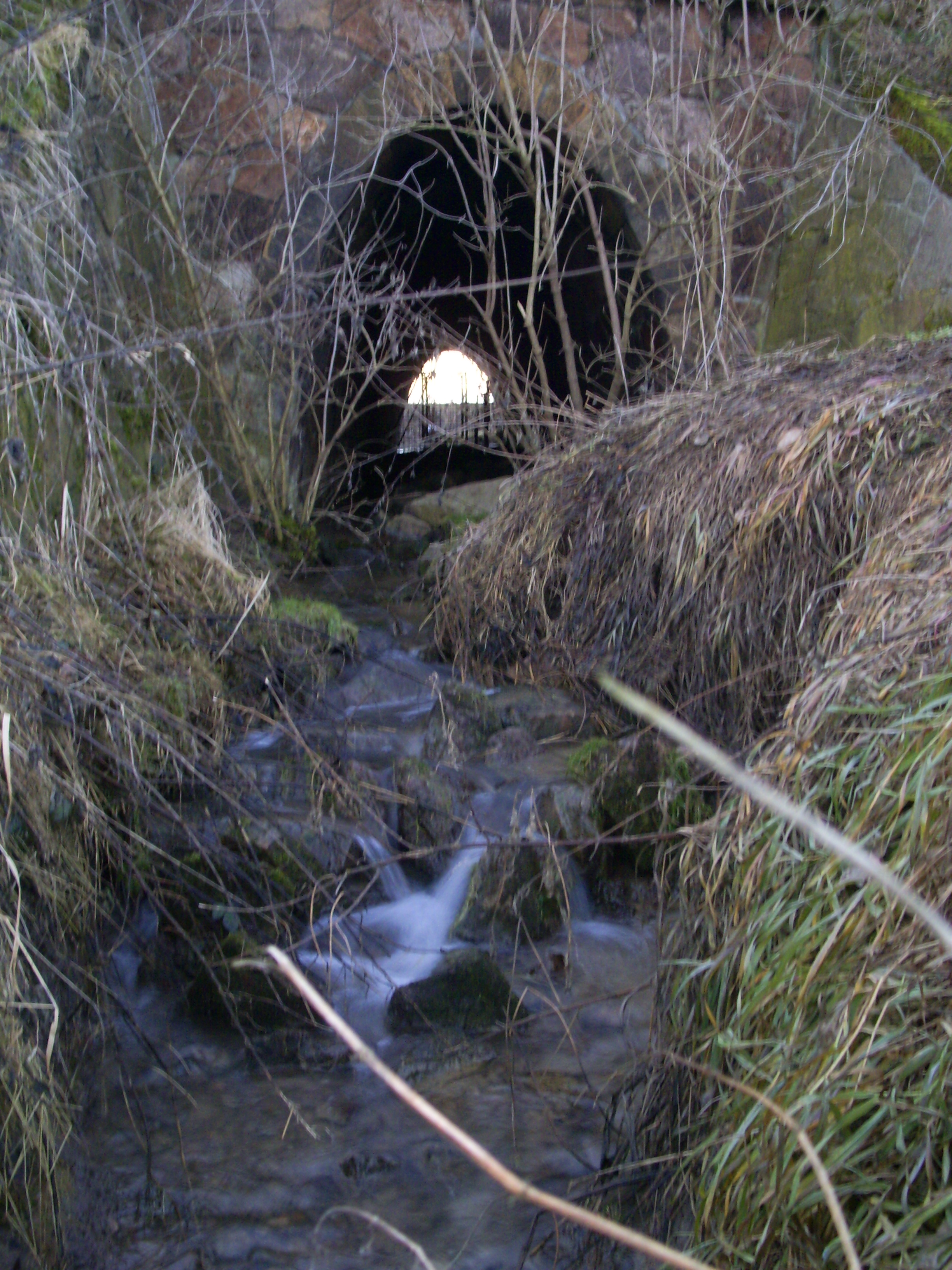
Nach 1807 wurde der See trockengelegt. Blick in den Seegraben unterhalb des Bahndamms, ungefähr an der Stelle des Kleinen Sees.

Der See befand sich etwas mehr als 2 km nördlich von Lommatzsch zwischen den Dörfern Paltzschen und Dörschnitz. Der Seegraben an der Stelle bildet heute die Flurgrenze zwischen den Orten. Dabei lag der See nicht in der Mitte der natürlichen Senke, den die Landschaft hier bildet, sondern er befand sich knapp neben der Straße Lommatzsch-Riesa ungefähr an der Stelle, an welcher heute der Seegraben noch immer offen liegt. Der Boden besteht an dieser Stelle aus diluvialem Löß- und Lößlehmboden, mit Neigung zur Dichtschlämmung, weshalb die Dichte des Bodes bis heute für Wasseransammlungen sehr geeignet ist und lediglich durch Drainagen und den Abzugsgraben trocken und landwirtschaftlich nutzbar bleibt. Ursprünglich hatte der See keinen Abfluss und bildete sich aus einer Quelle durch das Grundwasser. Größe und Form des Sees waren sehr variabel. Bei niedrigem Wasserstand blieb von dem See nur eine kleine Wasserlache von 5 bis 15 m Breite, bei hohem Wasserstand dagegen konnte es sogar vorkommen, dass sich die Wasserfläche über mehrere 100 m bis in den Ort Dörschnitz hinein ausdehnen konnte. In der ersten Abbildung des Sees auf einer Karte im Ur-Öder um 1600 erscheint der See als elliptische Fläche von ca. 360 mal 250 m Ausdehnung. Dabei ist zu berücksichtigen, dass unabhängig vom Wasserstand als Seefläche zu dieser Zeit der gesamte Bereich des Sees aufgefasst wurde, der durch Schilfbewuchs und Ähnliches nicht anderweitig nutzbar war. Bei niedrigem Wasserstand, so auch in der letzten Zeit seines Bestehens, teilte sich der See in zwei Teile, den Großen und Kleinen See, wobei der Große See an der genannten Stelle neben der Straße lag, der Kleine See dagegen befand sich ungefähr an jener Stelle, wo heute der Bahndamm vom Seegraben durchquert wird. Der Kleine See war laut Überlieferungen eher selten mit Wasser gefüllt und glich wohl mehr einem Sumpf oder Tümpel. Der Zerfall des Sees in zwei Teile war laut der Notiz im Pfarrarchiv Dörschnitz von 1807, in welcher auch die Trockenlegung nach einem Beschluss vom 28. Februar 1807 überliefert ist, Folge einer Senkung der Erde in dieser Gegend. Was genau darunter zu verstehen ist, bleibt noch Gegenstand der Forschung. Außerdem soll der See in alter Zeit die Quelle der Brunnen in Altlommatzsch gewesen sein. Der hohe Grundwasserstand in den umliegenden Dörfern, wie in Scheerau, der sich teils nur mit Abzugsgräben regulieren lässt, macht diese Überlieferung durchaus denkbar. Neben dem See befand sich der 1976 eingeebnete Burgwall von Paltzschen, dessen Zerstörung als schweres Vergehen gegen das nationale Kulturerbe der DDR bewertet wurde.
7 km westlich befand sich auch die Hauptburg der Daleminzier: Gana.

## Religiöse Bedeutung
Die religiösen Vorstellungen der alten Sorben sind nur sehr fragmentarisch überliefert und bleiben daher kaum fassbar. Die bereits im 9. Jahrhundert einsetzende christliche Mission und noch frühere Kontakte mit dem Christentum werfen ohnehin die Frage auf, inwieweit die Glaubensvorstellungen der Slawen christlich beeinflusst waren. Offenbar war der Glaube der sorbischen Stämme im heutigen Sachsen eher eine animistische Lokalreligion, worauf die in Sagen überlieferten Naturgeister der Sorben schließen lassen. Wasser galt als heiliges Element und hatte offenbar eine zentrale Bedeutung. So galt nicht nur der Paltzschener See als heilig, sondern auch der Göttwitzer See und der Mühlteich von Mockritz bei Dresden, der heute ein Badesee ist.
Der See Glomaci diente als Orakelsee. Laut Sagen sollen vor Jahren mit guten Ernten auf der Wasseroberfläche Weizen, Hafer und Eicheln erschienen sein, vor Kriegen soll sich die Wasseroberfläche dagegen blutrot verfärbt haben. Diese Überlieferung stammt indes erst aus christlicher Zeit und ist darum unsicher. Außerdem wurde überliefert, dass der See niemals ganz trocken lag und bei Dürren sogar noch an Wasserstand zunehmen konnte, was durch die Beschreibung des Pfarrers Pielitz bestätigt wird. Jedoch lag der See im 18. Jahrhundert bei Dürren hin und wieder fast trocken.
Die Fundleere im Seebereich spricht dagegen, dass dem See in slawischer Zeit geopfert wurde. Als wahrscheinlicher gilt eine Tabuzone um den See, also ein heiliger Bezirk, der Priestern vorbehalten war.